# HMS Blake (1889)
HMS Blake (Корабль Её Величества «Блейк») — британский бронепалубный крейсер 1-го ранга, головной корабль одноимённого типа. Числился в списках Королевского флота с 1889 по 1922 годы. Назван в честь адмирала Роберта Блейка, отличившегося в годы Английской революции.
Спущен 23 ноября 1889 года на королевской верфи в Чатеме, постройка завершена 2 февраля 1892 года.

## Служба
С 1892 по 1895 год был флагманским кораблём Североамериканской и Вест-Индской станции, после чего переведён во Флот Канала.
В 1907 году переоборудован в базу снабжения эскадренных миноносцев. Вооружение уменьшено до четырёх 152-мм и двух 102-мм орудий. Во время Первой мировой войны был плавбазой 11-й флотилии эсминцев Гранд-флита. Продан на слом 9 июня 1922 года.